# 샤페론 (기업)
샤페론(Shaperon)은 대한민국의 신약개발 기업이다. 아토피 치료제를 개발한다 본사는 서울시 강남구 자곡로 174-10 강남에이스타워 G9 218호 & 606호에 위치해 있으며 대표이사는 성승용이다.

## 역사
2008년 서울대학교 의과대학 교수인 성승용 대표가 설립하였다

## 상장
2022년 10월 17일에 NH투자증권을 주관사로 공모가 5,000원(희망 공모가 밴드 8,200~1만 200원)에 코스닥시장에 상장하였다.

## 논란
상장으로 조달한 금액을 사업 등에 투자하지 않고 예적금 등 단기금융상품에 넣어두어 논란이 있고 있다

## 유상증자
2024년 아토피 치료제 임상 연구와 이중항체(파필리시맙) 나노바디 사업화를 위해 350억원 규모 일반공모 유상증자를 추진 중이다.

## 같이 보기
- 국전약품
- 비씨월드제약
- 휴메딕스
- 유한양행
- 녹십자
- 동아에스티
- 종근당
- HK이노엔

## 참고문헌
1. ↑  서용덕, 샤페론, 상한가 치솟아…배경은?, 영남일보, 2024년 9월 3일
2. ↑  샤페론, 아토피 신약 후보물질 '누겔' 美 2상 임상 연구자 미팅, 히트뉴스, 2023년 12월 13일
3. ↑  샤페론, 아토피 치료제 ‘누겔’ 미국 2상 연구자 미팅 진행, 제약뉴스, 2023년 12월 13일
4. ↑  허지윤, 샤페론 주주들에 고개 숙인 경영진… ‘기술이전’ 기대 반 ‘자금조달’ 우려 반, 조선비즈, 2024년 5월 30일
5. ↑  이권구, 샤페론, 공모가 5,000원 확정 …10월 17일 코스닥 상장, 팜뉴스, 2022년 10월 5일
6. ↑  박준형, 이런 게 기술특례? 퓨런티어, IPO자금 2년간 100% 저축, 뉴스토마토, 2023년 12월 29일
7. ↑  이석준, 샤페론, 350억 유상증자 앞두고 상한가 반등, 데일리팜, 2024년 5월 29일